# デジモンペンデュラム
デジモンペンデュラムはバンダイが発売した育成電子ゲーム・初代デジタルモンスターシリーズの後継機である。

## 概要
ペンデュラム
デジモンペンデュラムの最大の特徴は、ペンデュラム（振り子）を内蔵していることである。トレーニングや戦闘の前に数秒間本体を振ってペンデュラムを動かすことに関しては全シリーズにおいて共通だが、初代ペンデュラムシリーズとそれ以降のシリーズでは仕様が異なる。
前者では速度や次に振るまでの間隔、タイミングなどの要素が複雑に絡み合うことによりスーパーヒットがどれだけ出るか、またメガヒットが出るかが変動する。そのため、どのデジモンでどうすれば良いヒットが出るのかということに関して独自研究が必要であった。また、攻略本や『Vジャンプ』といった情報誌にて編集者が発見した振り方の目安が、説明や図など多様な方法で掲載された。
後者ではデジモンごとに良いヒットの出る振ったときの回数があらかじめ決められているというものである。これらの要素が存在するため、前シリーズの完全なオートバトルにテイマーの技量が試される要素を付加されることになった。
属性
初代ペンデュラムシリーズから追加された要素の一つである。
ジョグレス
初代ペンデュラムシリーズから追加された新たな変身要素である。ジョグレスはジョイントとプログレスを合わせた造語であり、合体進化という意味である。成熟期以上のデジモン同士を合体させることにより次の世代のデジモンに進化させることができる。また、合体進化には組み合わせに法則が存在し、以下の通りとなる。
1. Va（ワクチン）種となる組み合わせは「Va+Va」「Va+Da」の2通りである。
2. Da（データ）種となる組み合わせは「Va+Vi」「Da+Da」の2通りである。
3. Vi（ウィルス）種となる組み合わせは「Da+Vi」「Vi+Vi」の2通りである。

ただし、相性の悪いデジモンの組み合わせが存在し、その場合はミスマッチと表示され合体を行うことは不可能である。
ミスマッチになる条件としては以下の理由が挙げられる。
1. 成熟期と完全体には同属性のデジモンがそれぞれ2体ずつ用意されており、それぞれ「A」「B」とする。このうち、各属性のA+Bは可能であるが、A+AやB+Bは不可能である。これは別機種同士においても当てはまる。
2. 世代が異なる（ただし、例外としてそれぞれが同属性の成熟期のAまたはBと完全体のBのみジョグレスを行うことが出来る。この場合、成熟期のみが進化する。）。

また、ジョグレス後のデジモンを通常の方法で育てることで進化するデジモン、別機種とのジョグレスでしか進化しないデジモンなども存在する。

## デジモンペンデュラム
1998年秋から始まる初代ペンデュラムシリーズ。
舞台をフォルダ大陸に移し、各バージョンで登場するデジモンに統一感を持たせている。
デジモン同士の合体進化・ジョグレスや究極体は本作品が初登場。
1.5、2.5、3.5、4.5、5.5はネット販売や公式大会の景品などでのみ入手できた限定版であり、登場するデジモンが数種違ったものになっている。

### ネイチャースピリッツ
平原や河川・森林にすむデジモンたちが登場したシリーズ第一弾。1.5にはセガサターン版オリジナルの神聖系デジモンが3体登場した。
- デジモンペンデュラム1 NATURE SPIRITS 1998年10月発売
- デジモンペンデュラム1.5 NATURE　SPIRITS

### ディープセイバーズ
ネットの海に生息するデジモンたちが登場したシリーズ第二弾。
- デジモンペンデュラム2 DEEP SAVERS 1998年12月発売
- デジモンペンデュラム2.5 DEEP SAVERS

### ナイトメアソルジャーズ
悪魔や吸血鬼など魔物をモデルにしたデジモンたちが登場したシリーズ第三弾。
- デジモンペンデュラム3 NIGHTMARE SOLDIERS 1999年3月発売
- デジモンペンデュラム3.5 NIGHTMARE SOLDIERS

### ウィンドガーディアンズ
鳥や植物のデジモンたちが登場したシリーズ第四弾。漫画『Vテイマー01』のブイドラモンやアニメ『デジモンアドベンチャー』のために書き下ろされたピョコモンやトゲモンが登場した。4.5ではパルモン、リリモン、ロゼモンが登場。
- デジモンペンデュラム4 WIND GUARDIANS 1999年6月発売
- デジモンペンデュラム4.5 WIND GUARDIANS

### メタルエンパイア
機械やサイボーグなどが登場したシリーズ第五弾。
- デジモンペンデュラム5 METAL EMPIRE 1999年9月発売
- デジモンペンデュラム5.5 METAL EMPIRE

### ウィルスバスターズ
聖獣や天使などをモデルにしたデジモンたちが登場したシリーズ第六弾。悪や闇に対抗するデジモンを基準にしているため、ウイルスを廃止し、代わりに天使系のデジモンが配置されている。
- デジモンペンデュラムZERO VIRUS BUSTERS 初期生産版:2000年発売 復刻生産版:2003年3月発売

### サイユウウォリアーズ
デジモン新世紀などで登場した、中国神話をモデルにしたデジモンたちが登場するシリーズ第七弾の一つ。
- デジモンペンデュラム6 SAIYUWARRIORS 2025年12月発売

### トウホウブレイブス
日本神話や妖怪をモデルにしたデジモンたちが登場するシリーズ第七弾の一つ。デジモンリベレイターで登場したデジモンも登場する。。
- デジモンペンデュラム7 TOHOBRAVES 2025年12月発売

## デジモンペンデュラムプログレス
2002年度に展開したシリーズで、同時期に発売されたディースキャナとリンクする要素も存在した。デジモンのドット絵がデジヴァイスのサイズに変更された。また、前作まで存在した「寿命」が無くなり、成熟期以上のレベルのキャラクターは育成ミスが特定数まで貯まらない限り死亡することがなくなった（本体の電池切れを除く）。
デジモンペンデュラムプログレス1.0 DRAGON'S ROAR
アグモン・ブイモン・ギルモンというアニメ主人公たちを起用したオールスター的作品。『Vテイマー01』に先駆けてアルフォースブイドラモンが登場。
デジモンペンデュラムプログレス2.0 ARMAGEDDON ARMY
神聖系デジモンと悪魔系デジモンで構成された第二弾。究極体は三大天使と七大魔王が登場。
デジモンペンデュラムプログレス3.0 ANIMAL COLOSSEUM
バトル進化やX進化デジモンなど次期シリーズの試作品的意味合いが強い第三弾。

## デジモンペンデュラムエックス
『デジモンクロニクル』のブックレットを同梱していた。カードゲームではデジヴァイスXと表記されていた。
本作品ではプログレスで取り払われていた「寿命」が再設定され、一世代につきおよそ2－3日ほどの寿命が設定された。なお、本作品の寿命はデジモン育成ゲームの中でもっとも短命なもののひとつである。
デジモンペンデュラムX version1.0
現在世界ベルサンディターミナルを舞台にドルモンやアグモンが登場した。
他に登場するデジモンはシードラモンやクワガーモンなど、基本を押さえたバージョン。
対応するロイヤルナイツはオメガモン。
デジモンペンデュラムX version1.5
version1.0を基盤に登場デジモンを一部変更した機種。
ドルモンの進化形態がデクスルートになり、新デジモンであるガイオウモンが登場した。
デジモンペンデュラムX version2.0
過去世界ウルドターミナルを舞台にリュウダモンやギルモンが登場した。
アロモンやモノクロモンなど恐竜型デジモンを多く収録している。
対応するロイヤルナイツはデュークモン。
デジモンペンデュラムX version3.0
未来世界スクルドターミナルを舞台にファンビーモンなどが新登場した。
新機構ブラストエボリューションが追加され、アルファモンの新形態にも進化できるようになった。
対応するロイヤルナイツはマグナモン。また、ブラストエボリューションに限り、今までこのシリーズに登場した全てのロイヤルナイツに進化できる。